# Gymnosporia masindei
Gymnosporia masindei là một loài thực vật có hoa trong họ Dây gối. Loài này được (Gereau) Jordaan mô tả khoa học đầu tiên năm 2006.